# Narta (Štefanje)
Narta est un village de la municipalité de Štefanje (Comitat de Bjelovar-Bilogora) en Croatie. Au recensement de 2001, le village comptait 758 habitants.